# Ambelókipi-Menemeni
Ampelókipi-Menemeni (griego: Αμπελόκηποι-Μενεμένη) es un municipio de la República Helénica perteneciente a la unidad periférica de Tesalónica de la periferia de Macedonia Central. Su capital es  Ambelókipi.
El municipio se formó en 2011 mediante la fusión de los antiguos municipios de Ambelókipi y Menemeni, que pasaron a ser unidades municipales. El municipio tiene un área de 8,82 km².
En 2011 el municipio tenía 52 127 habitantes. La unidad municipal más poblada es Ambelókipi, con 37 381 habitantes.
Se ubica en la periferia occidental de Tesalónica y está plenamente integrado en el espacio urbano de dicha ciudad.